# Muzeum Sztuk Pięknych im. Puszkina w Moskwie
Muzeum Sztuk Pięknych im. A.S. Puszkina (Музей изобразительных искусств им. А.С. Пушкина) – największe muzeum sztuki europejskiej w Moskwie mieszczące się w czterech budynkach przy ul. Wołchonka, nieopodal Kremla i Soboru Chrystusa Zbawiciela oraz dwóch dalszych w innych częściach miasta.
Muzeum określa się czasem jako Muzeum Puszkina, co może być mylące, bowiem ekspozycja nie ma żadnego związku z postacią słynnego rosyjskiego poety Aleksandra Puszkina.

## Organizacja
Na kompleks Muzeum Puszkina składają się budynek główny, Galeria Europejskiej i Amerykańskiej Sztuki XIX i XX wieku, Muzeum Prywatnych Kolekcji, Edukacyjne Muzeum Sztuki Odlewów Gipsowych im. Iwana Cwietajewa, Mieszkanie Swiatosława Richtera oraz Ośrodek Edukacyjny MUSEYON.
Od 1981 roku Muzeum Puszkina gości doroczny międzynarodowy festiwal muzyki Wieczory Grudniowe Swiatosława Richtera.

## Początki Muzeum
Uroczysta ceremonia położenia kamienia węgielnego pod budowę muzeum odbyła się 17 sierpnia 1898, przy udziale cara Mikołaja II oraz członków rodziny carskiej. Otwarcia dokonano 31 maja 1912, nadając muzeum nazwę Muzeum Sztuk Pięknych im. Aleksandra III na cześć cara Rosji. Do 1923 działało ono jako jednostka organizacyjna Uniwersytetu Moskiewskiego. Pierwszym dyrektorem i założycielem był prof. Iwan Cwietajew, ojciec poetki Mariny Cwietajewej, będący wówczas dziekanem Wydziału Teorii i Historii Sztuki na Uniwersytecie Moskiewskim. Instytucję przemianowano na Muzeum Sztuk Pięknych im. Puszkina w 1937, dla uczczenia setnej rocznicy śmierci poety. W czasie II wojny światowej znaczną część zbiorów ewakuowano do Nowosybirska i Solikamska. Odbudowę zniszczonych w wyniku bombardowań gmachów rozpoczęto w 1944.

## Kolekcja
Pierwotnym składnikiem kolekcji Muzeum Puszkina stał się zbiór kopii antycznych posągów, makiet i odlewów należących uprzednio do zbiorów Uniwersytetu, a wykorzystywanych dla celów dydaktycznych. Jedynymi eksponatami mającymi prawdziwie historyczną wartość były dwa papirusy podarowane trzy lata wcześniej przez rosyjskiego egiptologa Władimira Goleniszczewa: Podróże Wenamona i tzw. moskiewski papirus matematyczny.
Po przeniesieniu stolicy w 1918 rząd sowiecki zdecydował o przeniesieniu tysięcy dzieł sztuki do Moskwy. Początkowo, w 1918, do Muzeum Puszkina przeniesiono część zbiorów Ermitażu, a w późniejszym czasie dodano także inne bezcenne dzieła – m.in. płótna Van Gogha, Gauguina, Picassa oraz Matisse'a z zasobów Państwowego Muzeum Sztuki Zachodu.
Po II wojnie światowej w Muzeum Puszkina przechowywano przez 10 lat zagrabione przez Armię Czerwoną dzieła sztuki należące do Galerii Drezdeńskiej. Chociaż je ostatecznie zwrócono, to w posiadaniu Muzeum nadal znajdują się liczne zrabowane podczas wojny dobra kultury – m.in. duża część tzw. skarbu Priama odkopanego przez Heinricha Schliemanna i należącego kiedyś do zbiorów Muzeum Pergamońskiego w Berlinie.
Znajduje się tam również wiele skarbów kultury zrabowanych przez Rosjan z terenu dzisiejszej Polski podczas m.in. drugiej wojny światowej, głównie obrazów i grafik. Należy do nich arcydzieło sztuki malarskiej pędzla Lucasa Cranacha Starszego z 1518 roku przedstawiające Maryję z Dzieciątkiem (tzw. Madonnę Głogowską – obraz pochodzi z kolegiaty głogowskiej). Wskutek działań wojennych  wywieziono go w 1943 z Głogowa do Wrocławia, a następnie do Henrykowa i Lądka-Zdroju, gdzie w 1945 został wzięty w depozyt przez mjr. Mosiewa. W późniejszym czasie uważano go za zaginiony; dopiero w 2003 okazało się, że jest w posiadaniu moskiewskiego muzeum.